# Germagnat
Germagnat è un ex comune francese di 145 abitanti situato nel dipartimento dell'Ain della regione dell'Alvernia-Rodano-Alpi. Dal 1º gennaio 2017 il comune è stato accorpato al comune di Chavannes-sur-Suran per formare il nuovo comune di Nivigne e Suran.

## Società

### Evoluzione demografica
Abitanti censiti